# Bolitoglossa cuna
Bolitoglossa cuna är en groddjursart som beskrevs av Wake, Brame och William Edward Duellman 1973. Bolitoglossa cuna ingår i släktet Bolitoglossa och familjen lunglösa salamandrar. IUCN kategoriserar arten globalt som otillräckligt studerad. Inga underarter finns listade.